# Elvarázsolt Edda-dalok
Az Elvarázsolt Edda-dalok egy sajátos tisztelgés az Edda Művek előtt, a legnagyobb előadóművészek dolgozták fel sajátos stílusban a legjobb Edda-számokat. Az „Örökre fennmaradsz” című új Edda-dalt pedig az atlantai olimpiai csapat tiszteletére készítette az Edda művek. Somló Tamást, Keresztes Ildikót, Gerendás Pétert és Zalatnay Saroltát az Edda zenészei kísérik, ezek voltak az utolsó felvételek Donászy Tiborral.

## Számlista
| #   | Cím                                                      | Hossz |
| --- | -------------------------------------------------------- | ----- |
| 1.  | Hűtlen (km.: Ákos)                                       | 3:34  |
| 2.  | Száguldás fényes vágyakon (km.: Alvajárók)               | 4:16  |
| 3.  | Egyedül maradtunk (km.: Demjén Ferenc)                   | 4:35  |
| 4.  | Álom (km.: Somló Tamás és az Edda Művek)                 | 5.02  |
| 5.  | Elérlek egyszer (km.: Zalatnay Sarolta és az Edda Művek) | 5:00  |
| 6.  | Lelkünkből (km.: Tátrai & Pálvölgyi)                     | 5:19  |
| 7.  | Szellemvilág (km.: Sipos F. Tamás)                       | 4:01  |
| 8.  | Éjjel érkezem (km.: Gerendás Péter)                      | 5:19  |
| 9.  | Kölyköd voltam (km.: Mester és tanítványai)              | 5:00  |
| 10. | Álom ez a nap (km.: Keresztes Ildikó és az Edda Művek)   | 5:02  |
| 11. | Minden sarkon (km.: Animal Cannibals)                    | 3:25  |
| 12. | Örökre fennmaradsz (Edda Művek)                          | 4:40  |

## Edda Művek
- Gömöry Zsolt – billentyűs hangszerek (4, 5, 8, 10, 12), dobprogramok (4, 12), vokál (2, 5, 10, 12)
- Alapi István – szólógitár (4, 5, 10, 12)
- Kicska László – basszusgitár (5, 10, 11, 12)
- Pataky Attila – ének (12)
- Donászy Tibor – dob (5, 10, 12)

## Közreműködik
- Kovács Ákos (Ákos) – computerprogramok, ének (1)
- Tóth Anita (Tanita) – ének (2)
- Csont István (Csonti) – computerprogramok (2)
- Csejtey Ákos – szaxofon (2, 11)
- Demjén Ferenc (Rózsi) – ének (3)
- Závodi Gábor – billentyűs hangszerek (3)
- Menyhárt János (Menyus) – gitár (3)
- Somló Tamás (Artúr) – ének, szájharmonika (4)
- Zalatnay Sarolta (Cini) – ének (5)
- Pálvölgyi Géza – billentyűs hangszerek (6)
- Tátrai Tibor (Tibusz) – gitár (6)
- Sipos F. Tamás – ének (7)
- Madarász Gábor (Madi) – gitár (7)
- Czerovszky Henriett – vokál (7)
- Marosi Z. Tamás (Pierrot) – computerprogramok (7)
- Gerendás Péter – gitár, basszusgitár, ütőshangszerek, ének (8)
- Mester Tamás – gitár, ének (9)
- Honyec Ferenc – basszusgitár (9)
- Mozsik Imre – dob (9)
- Keresztes Ildikó – ének (10)
- Koller László (Qka MC) – rap (11)
- Rózsa Richárd (Richie Pí) – rap (11)
- Deseő Balázs – billentyűs hangszerek, computerprogramok (11)
- Micheller Mirtill – vokál (11)
- Fekete Kovács Kornél – trombita (11)